# 住川雅洋
住川 雅洋（すみかわ まさひろ、1948年（昭和23年）- ）は、広島県出身の銀行家。

## 経歴
1948年（昭和23年）広島市中区に生まれる。修道中学校・高等学校を経て、1972年（昭和47年）東京大学経済学部卒業、同年日本銀行入行。大阪支店営業課長、考査局管理課長、甲府支店長、広島支店長、情報サービス局長を歴任。2003年（平成15年）東京都民銀行に入行し、同行顧問、常務取締役、代表取締役（専務取締役）、とみん経営研究所代表取締役会長を務める。2011年（平成23年）アフラックのシニアアドバイザーに就任、2013年（平成25年）より広島銀行社外取締役を兼職する。